# Schillertheater
Le Schillertheater est un théâtre de Berlin. Il est situé au 110 de la Bismarckstraße (de), non loin de la Ernst-Reuter-Platz (de) (« place Ernst-Reuter ») dans le quartier de Charlottenburg appartenant à l'arrondissement de Charlottenburg-Wilmersdorf. 

## Histoire
Construit en 1905 par Max Littmann, il fut durant les années 1920, le « théâtre national de Prusse », puis devint de 1951 à 1993, le « théâtre national de Berlin ». En 1993, il fut fermé sur décision du Sénat de Berlin en raison de difficultés financières que la ville traversait à cette époque.
Le bâtiment est aujourd'hui exploité périodiquement comme lieu de représentations et de manifestations. Depuis l'automne 2012, il assure de manière intérimaire les représentations de l'Opéra National Unter den Linden dont le bâtiment est en cours de rénovation.